# Zapałka

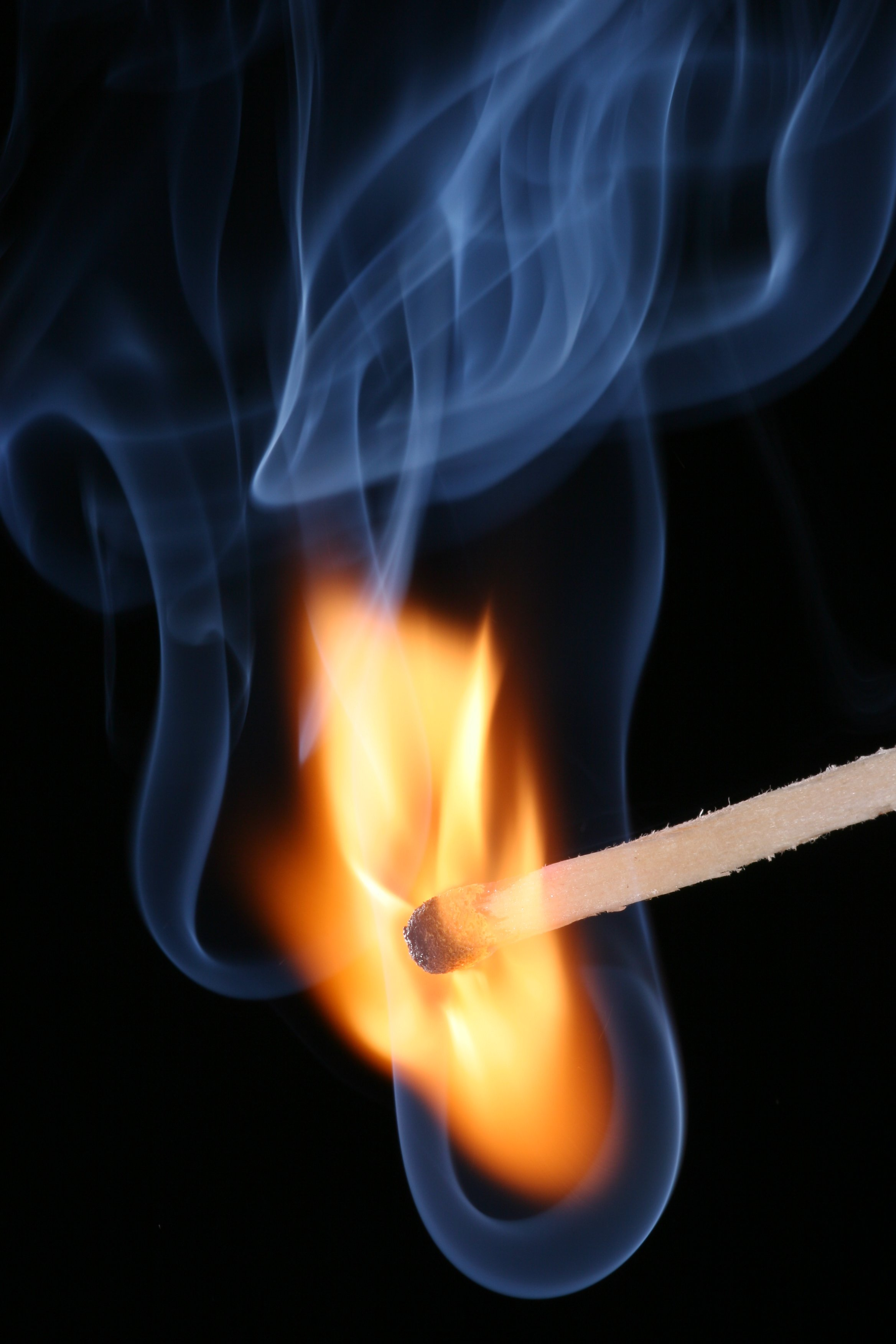
Zapłon zapałki

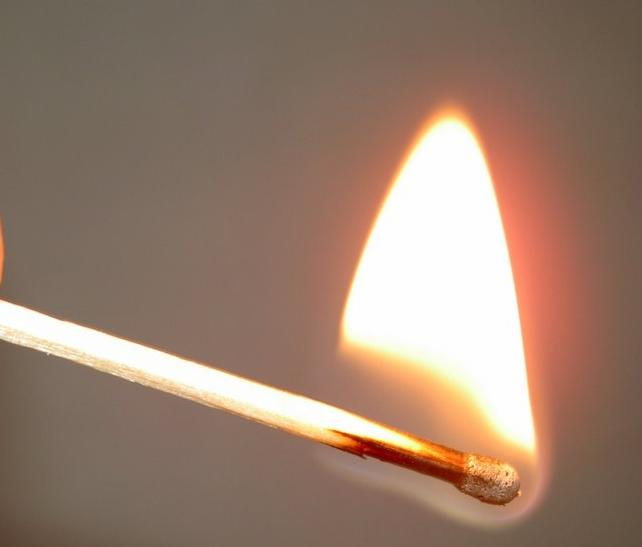
Płonąca zapałka

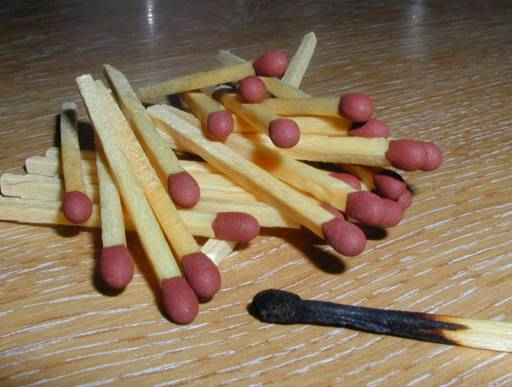
Zapałki

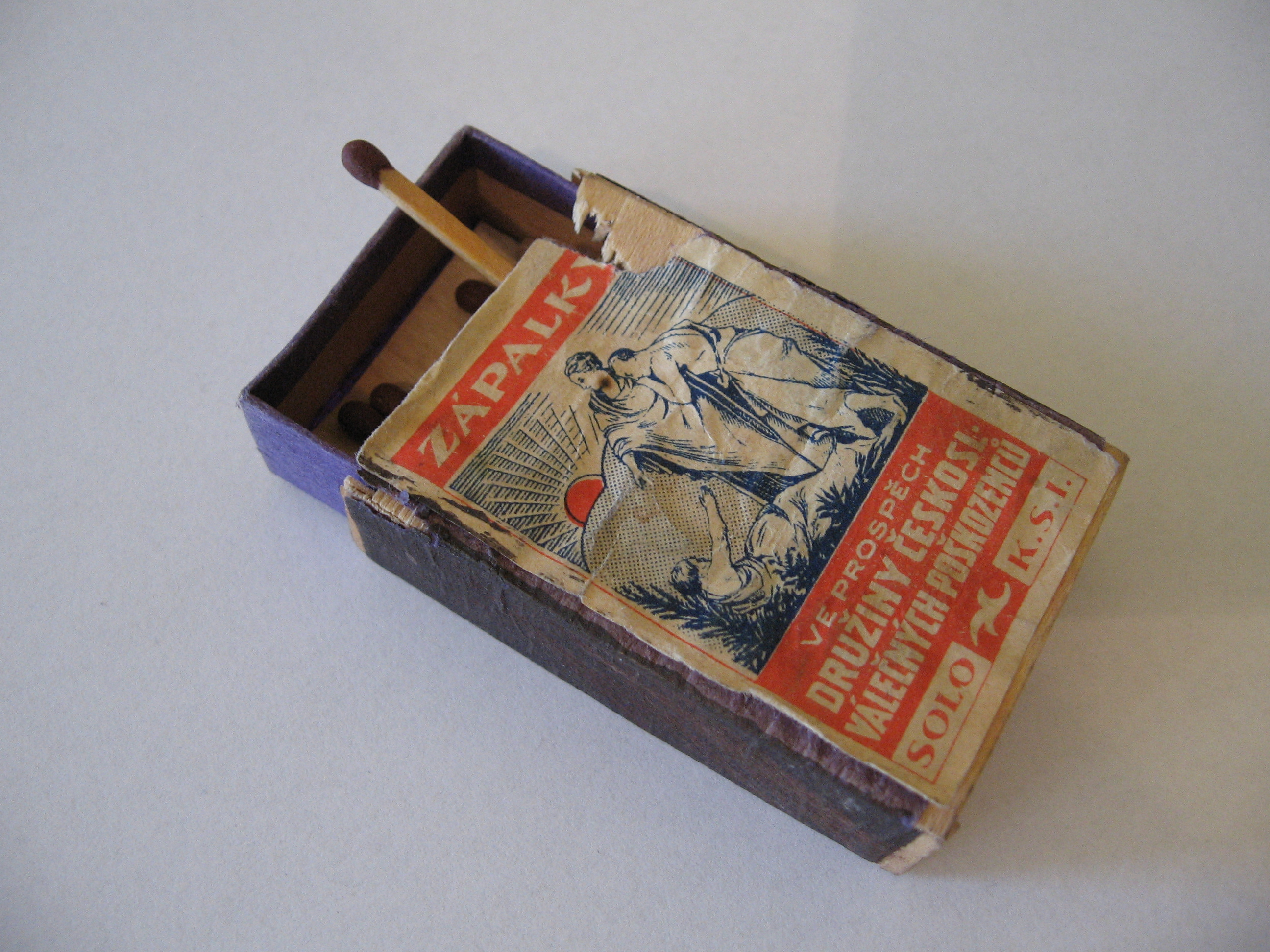
Pudełko zapałek

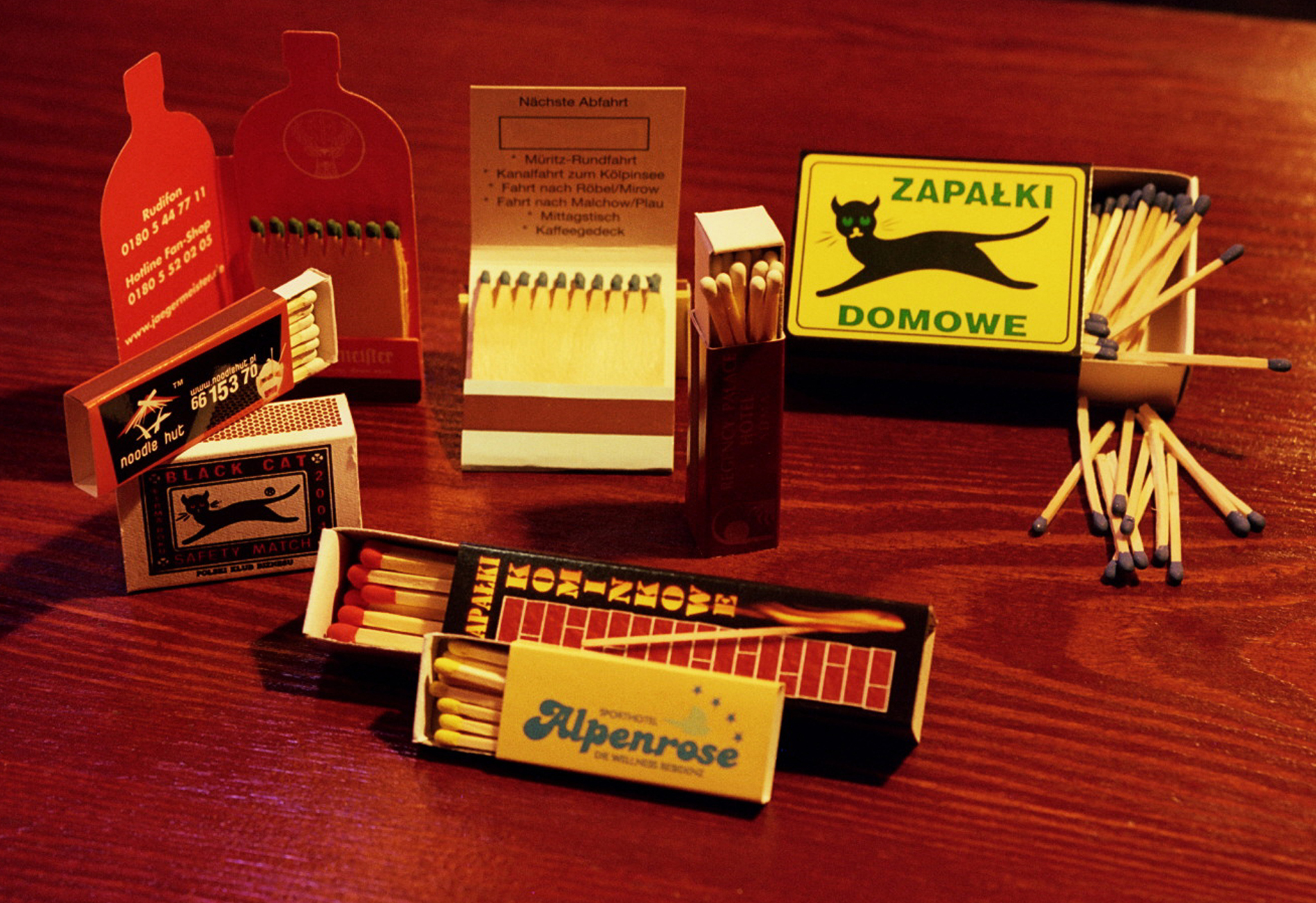
Pudełka z zapałkami

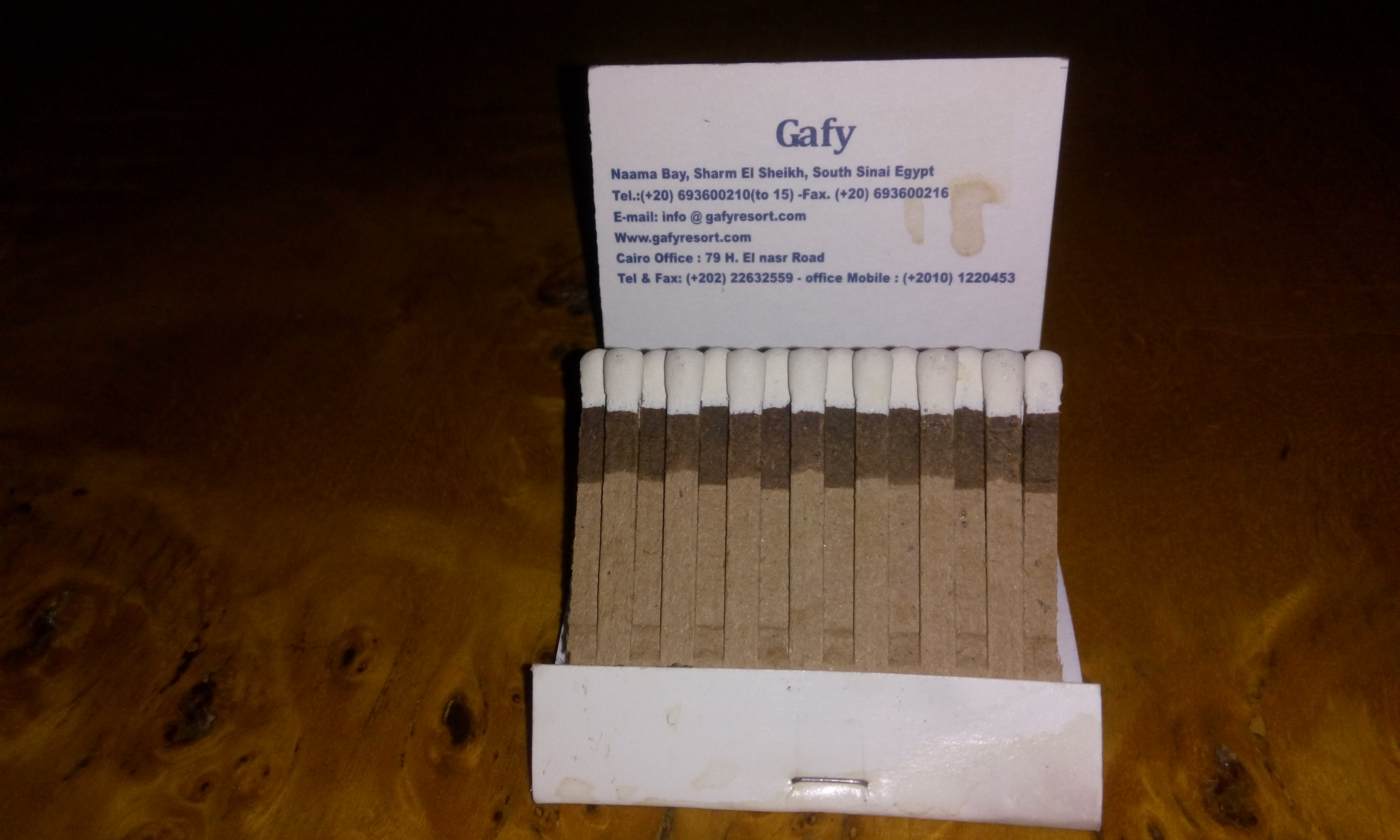
Pudełko zapałek tekturowych

Zapałka – służący do rozpalania ognia, specjalnie w tym celu przygotowany patyczek z drewna (rzadziej – pasków tektury), dodatkowo nasączony w całości lub części substancją ułatwiającą spalanie i na jednym końcu pokryty masą ulegającą zapłonowi wskutek tarcia; końcówka taka nazywana jest główką (lub łebkiem) zapałki.
Obecnie większość zapałek ulega zapłonowi wyłącznie wskutek energicznego potarcia ich główki o szorstką powierzchnię zwaną draską. Praktycznie wyklucza to niekontrolowany samozapłon, wskutek przypadkowego potarcia o inne powierzchnie. Długo stosowano jednak zapałki fosforowe, zapalające się przy energicznym potarciu o każdą suchą i szorstką powierzchnię, chociażby o podeszwę buta.
Główki współczesnych zapałek są pokryte łatwopalną masą składającą się głównie z chloranu potasu, siarczku antymonu, siarki, barwników i zmielonego szkła nadającego główce szorstkość, by zwiększyć tarcie. Drewienka zapałek są nasycone ciekłą parafiną ułatwiającą ich zapalanie oraz ortofosforanem sodu zapobiegającym ich żarzeniu się po zgaszeniu płomienia. Masa draski znajdująca się na boku pudełka zawiera fosfor czerwony, zmielone szkło i spoiwo. Potarcie główką zapałki o bok pudełka powoduje wzrost temperatury do około 200 °C i zapalenie się główki (efekt reakcji chemicznej między fosforem i chloranem potasu).

## Wymiary
Wymiary zapałki lub pudełka zapałek często są używane jako skala odniesienia (na przykład na zdjęciach drobnych przedmiotów). Typowa, najczęściej spotykana w Polsce zapałka ma długość 43 mm i grubość około 1–1,5 mm. Najczęściej pakowane są w pudełka po około 40 sztuk (w zależności od producenta – 38–45 sztuki w pudełku). Standardowe pudełko zapałek ma postać tekturowej szufladki, o wymiarach 53 × 35 × 16 mm.

## Historia
W 1855 Szwed Johan Edvard Lundström założył fabrykę zapałek w Jönköping. Jego zapałki miały łebki wykonane według pomysłu Johna Walkera, natomiast draski zawierały fosfor czerwony według pomysłu Böttgera z Frankfurtu. Lundström swoje zapałki umieszczał w stosowanych do dziś pudełkach z wysuwaną szufladką. Na wierzchu pudełka zaczęto umieszczać etykiety, początkowo z informacją o producencie, później o różnej treści (reklamowej, edukacyjnej), co dało początek filumenistyce.
Od 1831/1833 produkowano też zapałki z główką wykonaną z białego fosforu pokrytego izolującą od dostępu powietrza masą. Przy potarciu o dowolną powierzchnię masa izolująca ścierała się a fosfor ulegał zapaleniu. Oprócz łatwopalności zapałki te ze względu na trujące właściwości białego fosforu były niebezpieczne zarówno przy produkcji, jak i w użyciu. Pod wpływem opinii publicznej od końca XIX wieku, w różnych krajach stopniowo zakazywano używania w zapałkach białego fosforu.
- 508 – w Chinach wynaleziono pierwsze zapałki, zwane „ognistym patykiem”. Składały się z patyka sosnowego z główką z siarki.
- 1805 – w Paryżu Jean Joseph Louis Chancel(inne języki), asystent francuskiego chemika Thénarda, wyprodukował pierwsze europejskie zapałki. Ich zapalenie następowało przez zanurzenie końca specjalnie spreparowanej drewnianej drzazgi w stężonym kwasie siarkowym.
- 1826 – angielski aptekarz John Walker(inne języki) wynalazł zapałki składające się z chloranu potasowego, siarczku antymonu i skrobi. Zapalały się przez potarcie o papier ścierny z powierzchnią wykonaną z mielonego szkła.
- 1833 – Anglik S. Jones zaczął produkować w Londynie zapałki fosforowe.
- 1836 – w Springfield w stanie Massachusetts w USA uruchomiono pierwszą fabrykę zapałek z łebkami fosforowymi.
- 1845 – austriacki chemik Anton Schrötter von Kristelli(inne języki) uzyskał czerwony fosfor.
- 1855 – Szwed Johan Edvard Lundström uruchomił fabryczną produkcję zapałek bezpiecznych tzw. zapałek szwedzkich.Zdobione pudełko na zapałki, ok. 1875

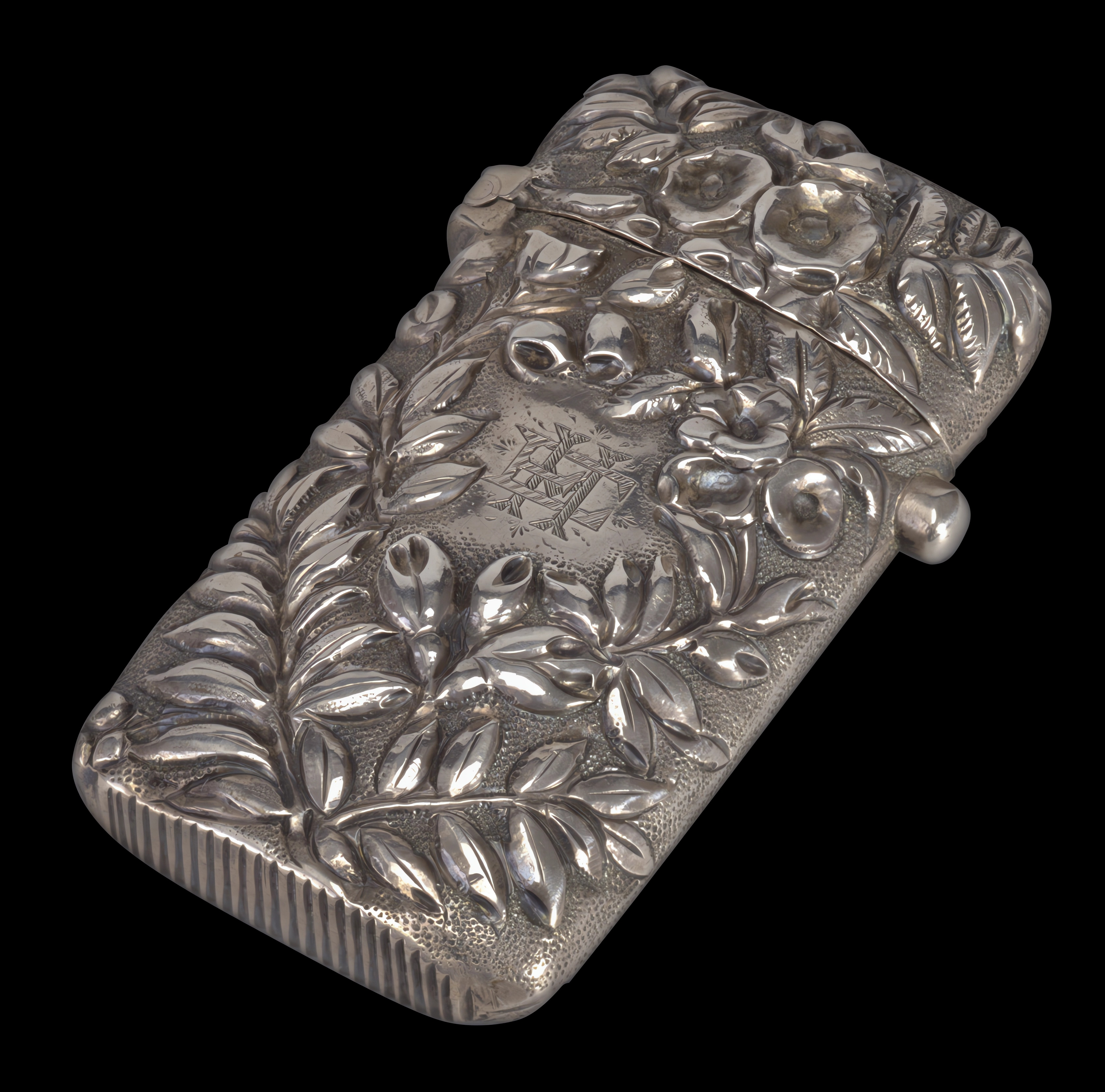
Zdobione pudełko na zapałki, ok. 1875

- 1893 – Schwierung wynalazł zapałki, zapalające się o każdą powierzchnię (składające się z ołowianu potasowego K4PbO4 i fosforu czerwonego)[potrzebny przypis].

## Produkcja zapałek w Polsce
W Królestwie Prus 1 października 1845 powstała w Sianowie (dziś miasto na terenie Polski) manufaktura zapałczana zatrudniająca początkowo trzech pracowników. Po II wojnie światowej działały Sianowskie Zakłady Przemysłu Zapałczanego – Sianów k/Koszalina, od roku 1995 jako Polmatch Zakłady Przemysłu Zapałczanego w Sianowie. Fabryka została postawiona w stan upadłości likwidacyjnej w 2007. Inną zlikwidowaną już polską firmą zapałczaną były Bystrzyckie Zakłady Przemysłu Zapałczanego, powstałe w roku 1897.
Przedsiębiorstwa działające (2011) to Częstochowskie Zakłady Przemysłu Zapałczanego powstałe w roku 1881 (nieprodukujące zapałek przemysłowo od 2010) oraz Fabryka Zapałek „Czechowice” założona w roku 1919 (produkcja od 1921 roku do 2021).
W Częstochowie znajduje się Muzeum Produkcji Zapałek z działającą linią produkcyjną z początku XX wieku, galerią rzeźb z zapałek oraz wystawą filumenistyczną (etykiet zapałczanych). W Bystrzycy Kłodzkiej znajduje się Muzeum Filumenistyczne gromadzące etykiety zapałczane oraz eksponaty związane z nieceniem ognia, zapałkami i zapalniczkami.
W Koszalinie do 2016 działała firma B. L. Match produkująca zapałki reklamowe oraz zapałki sztormowe, która przekształciła się w firmę B. S. Match.

## Zapałki sztormowe
Zapałki sztormowe to odmiana zapałek, pozwalająca na rozpalenie ognia nawet w surowych warunkach pogodowych. Około połowy długości pokryta jest łatwopalną masą, która pozwala na przedłużone spalanie nawet przy silnym wietrze i deszczu. Zdmuchnięcie płomienia często powoduje ponowny samozapłon.